# Megaselia nigritula
Megaselia nigritula är en tvåvingeart som först beskrevs av Santos Abreu 1921.  Megaselia nigritula ingår i släktet Megaselia och familjen puckelflugor. Inga underarter finns listade i Catalogue of Life.